# Операција Кондор
Операција Кондор је био шифровани назив за тајну операцију у Јужној Америци под покровитељством САД.

## Организација и циљ операције
Операција Кондор је назив за операцију која се одвијала од 50-их до 80-их година 20. века. Њен циљ је био да се уз помоћ САД и десничарских диктатура сузбију левичарски покрети на тлу Америчког континента.
Државе које су учествовале у томе су биле Боливија, Бразил, Аргентина, Чиле, Уругвај и Парагвај.
Еквадор и Перу су биле земље које су имале споредне улоге, зато што су се касније прикључиле операцији.
Операцијом као председници, руководили су:
- Рене Баријентос, председник Боливије (добио значајну помоћ од ЦИА да ухвати Че Гевару, који водио герилски рат у његовој земљи)
- Хорхе Рафаел Видела, председник Аргентине, свргуно са власти Изабелу Перон, супругу Хуана Перона
- Аугусто Пиноче, уз помоћ ЦИА-е свргнуо са власти Салвадора Аљендеа
- Алфредо Стреснер, владао Парагвајем,
- Ернесто Гезел, владао Бразилом 21 годину.

Један од људи у САД који је водио ову операцију био је Хенри Кисинџер.

## Улога Хенрија Кисинџера
Заједно са ЦИА-јом су 1973. подржали пуч генерала Августа Пиночеа против демократски изабраног председника Салвадора Аљендеа чији социјалистчки правац није одговарао америчким интересима у Латинској Америци.
Због умешаности Кисинџера код тог и сумње за умешаност у Операцији Кондор средином 70-их, Кисинџеру су упућени судски позиви за сведочења (а и оптужбе) из многих земаља, којима се он није одазвао. Године 2001. је бразилска влада повукла позив Кисинџеру за одржавање говора у Сао Паолу, зато што му није могла гарантовати дипломатски имунитет.